# Heino
Heino eller Heinz Georg Kramm, född 13 december 1938, är en tysk sångare som sjunger populärmusik (schlager) och traditionell folkmusik.
Med en djup, stark röst, ljusblont hår och alltid med solglasögon på grund av Basedows sjukdom (utstående ögon) betraktas Heino av många som en kult-ikon.

## Största hits
- Jenseits des Tales (1966)
- Wenn die bunten Fahnen wehen (1967)
- Wir lieben die Stürme (1968)
- Zu der Ponderosa reiten wir (1968)
- Bergvagabunden (1969)
- Bier her, oder ich fall um (1969)
- Wenn die Kraniche zieh'n (1969)
- Karamba, Karacho, ein Whisky (1969)
- In einer Bar in Mexico (1970)
- Hey Capello (1970)
- Mohikana Shalali (1971)
- Blau blüht der Enzian (1972)
- Carneval in Rio (1972)
- Tampico (1973)
- La Montanara (1973)
- Edelweiß (1973)
- Schwarzbraun ist die Haselnuss
- Das Polenmädchen (1974)
- Die schwarze Barbara (1975)
- Komm in meinen Wigwam (1976)
- Bier, Bier, Bier (1980)